# L'immensità/Non piangere stasera
L'immensità/Non piangere stasera è un singolo di Don Backy del 1967. Il lato A è L'immensità, brano con cui Don Backy partecipò al Festival di Sanremo 1967

## Tracce
Lato A
1. L'immensità - 2:57

Lato B
1. Non piangere stasera - 3:28